# Kelle (Appenrode)
Die Kelle ist eine Gipshöhle in der Nähe von Appenrode im Landkreis Nordhausen in Thüringen. Sie gilt als das älteste Naturdenkmal des Landkreises. Viele Teile der ursprünglichen Höhle sind durch einen Deckeneinsturz nicht mehr begehbar. Durch die gute Dokumentation über die Jahrhunderte hinweg gilt die Kelle als exemplarisches Beispiel für den Verfall einer Gipskarsthöhle.

## Angaben zur Höhle
Die Kelle in ihrer heutigen Form hat eine Länge von ca. 20 Meter, eine Breite von ca. 16 Meter und ist an ihrer höchsten Stelle rund 25 Meter hoch. Der Höhlensee ist maximal 6 Meter tief.
In der ursprünglichen Form war die Höhle knapp 100 Meter lang, 80 Meter breit und 47 Meter hoch. Der Höhlensee bedeckte nahezu die gesamte Bodenfläche.

## Geschichte

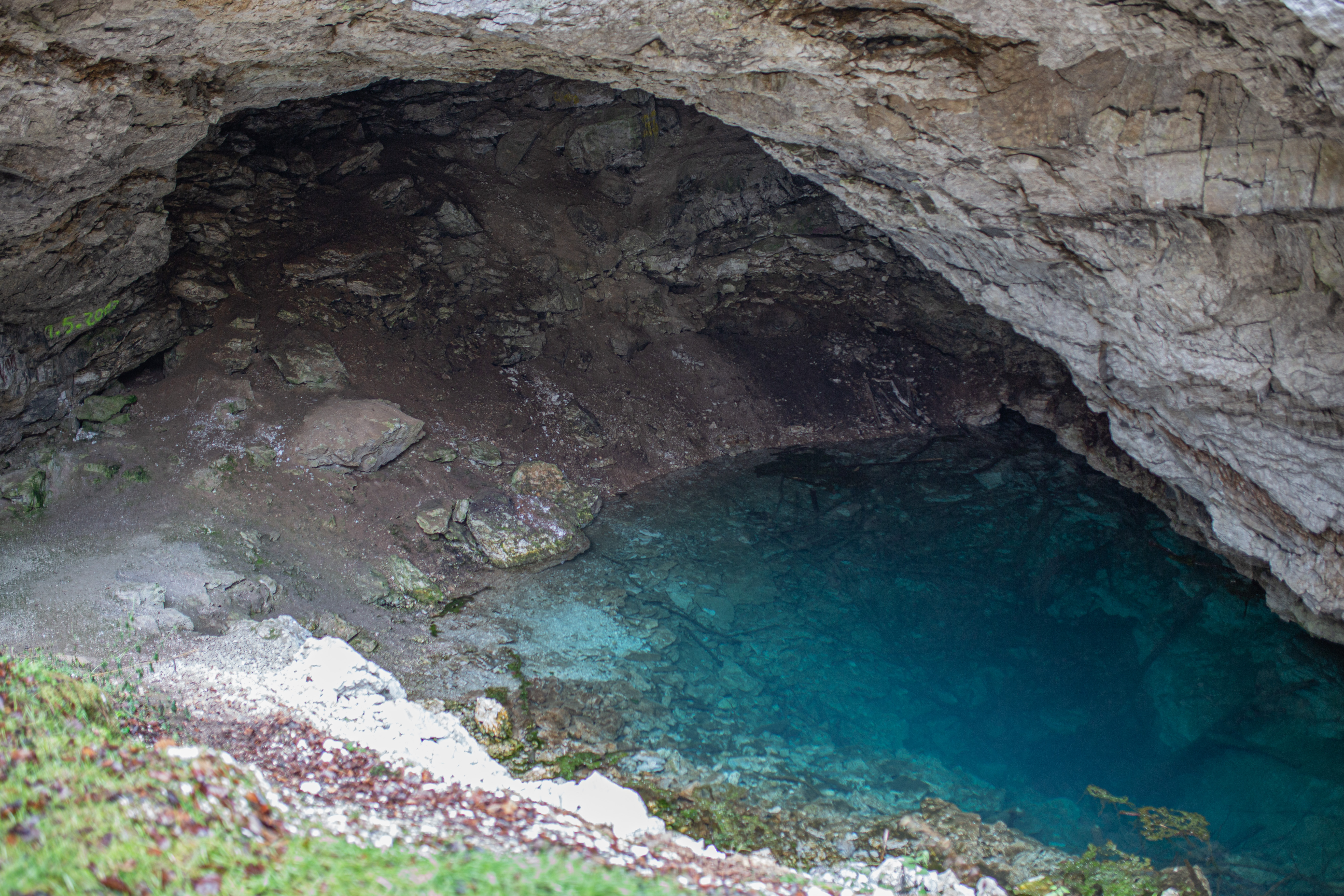
Resthöhle

Aus mündlichen Überlieferungen ist bekannt, dass die Kelle im Mittelalter als Wallfahrtsort genutzt wurde. 
Die erste festgehaltene Erwähnung erfolgte 1589 in einer topographischen Karte der Region. 1591 erfolgte eine schriftliche Erwähnung dieser Höhle in einem Brief des Rektors der Walkenrieder Klosterschule, Heinrich Eckstorm. Eckstorm konnte bereits zu dieser Zeit eine genaue topographische Beschreibung der Höhle samt Größenangaben vorweisen. Des Weiteren beschreibt auch er die Funktion als Wallfahrtsort. Demnach sollen Pilger von einer nahe gelegenen Kapelle in die Höhle heruntergestiegen sein, wo ein Priester dann in einer Zeremonie ein Kreuz in das Höhlenwasser tauchte.
Gegen Ende des 18. Jahrhunderts wurde die Höhlendecke der Kelle geöffnet, um Tageslicht in die Höhle zu lassen. Dies führte unweigerlich dazu, dass das poröse Gipsgestein nach und nach abbröckelte und zum Verfall der Höhle beitrug. Um 1830 stürzte die Decke der Höhle endgültig ein. Bis dahin galt sie für ein knappes halbes Jahrhundert als eine der schönsten Höhlen der Harzregion. Dies wurde besonders durch den Höhlensee und das durch die Deckenöffnung einfallende Licht beeinflusst, welches ein romantisches Licht hervorgerufen haben soll.
Durch die geografische Lage der Höhle im Sperrgebiet der Westgrenze der DDR war sie während der Teilung Deutschlands unzugänglich.
Seit dem Einsturz kann die Höhle nur noch in ihrer verkleinerten Form besichtigt werden. Sie besteht nur noch aus dem Erdfall, einer halb offenen Grotte, einem kleinen Teich und einer Naturbrücke. Über eine Treppe kann man den Höhlenboden noch erreichen.